# Union de la patrie (Lituanie)
Pour les articles homonymes, voir Union de la patrie.
L'Union de la patrie (en lituanien : Tėvynės sąjunga, TS) est un ancien parti politique lituanien fondé en 1993. Il fusionne en 2008 avec les Chrétiens-démocrates lituaniens (LKD) pour former l'Union de la patrie - Chrétiens-démocrates lituaniens (TS-LKD).